# Biserica evanghelică fortificată din Hamba

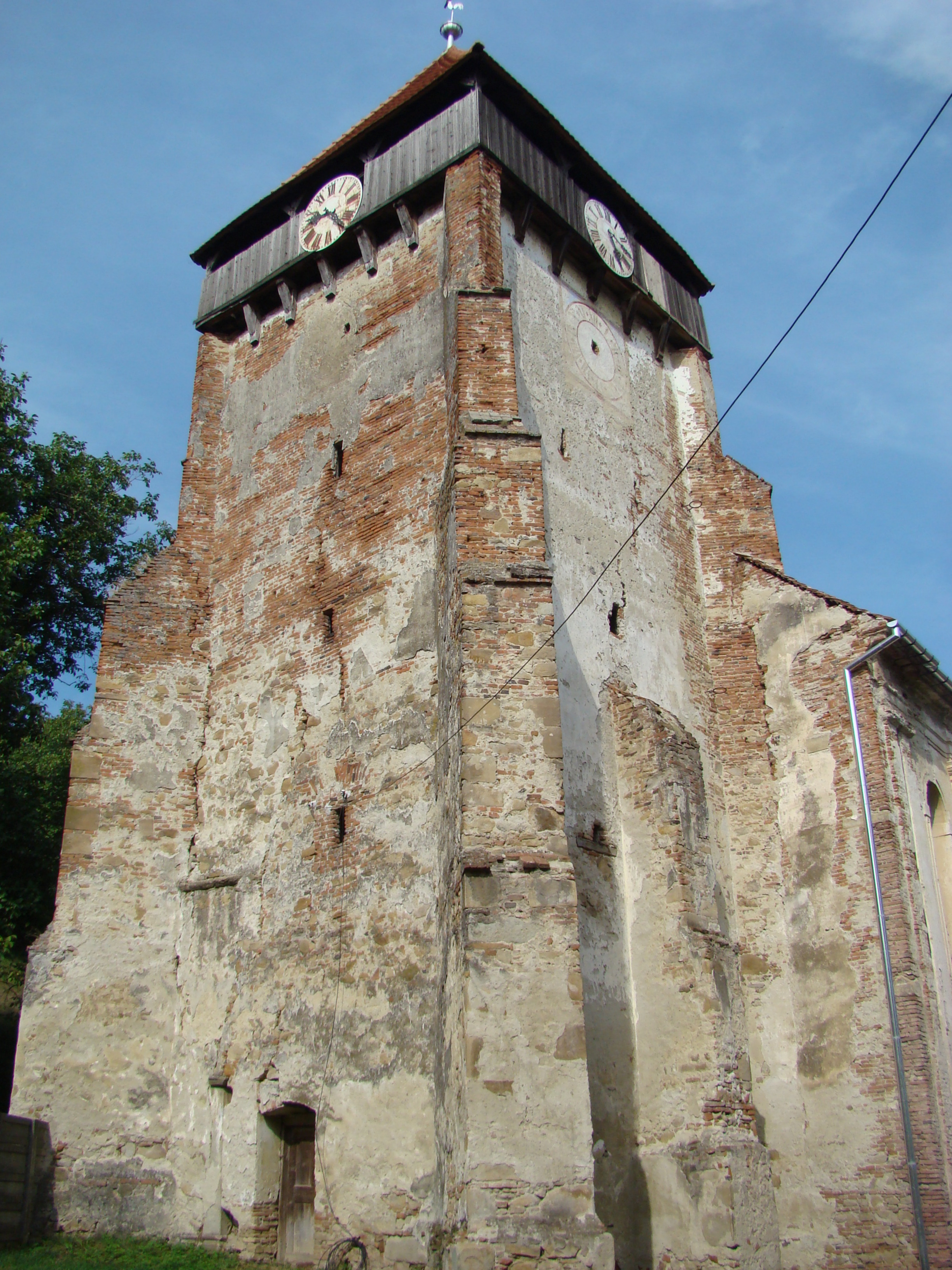
Turnul-clopotniță

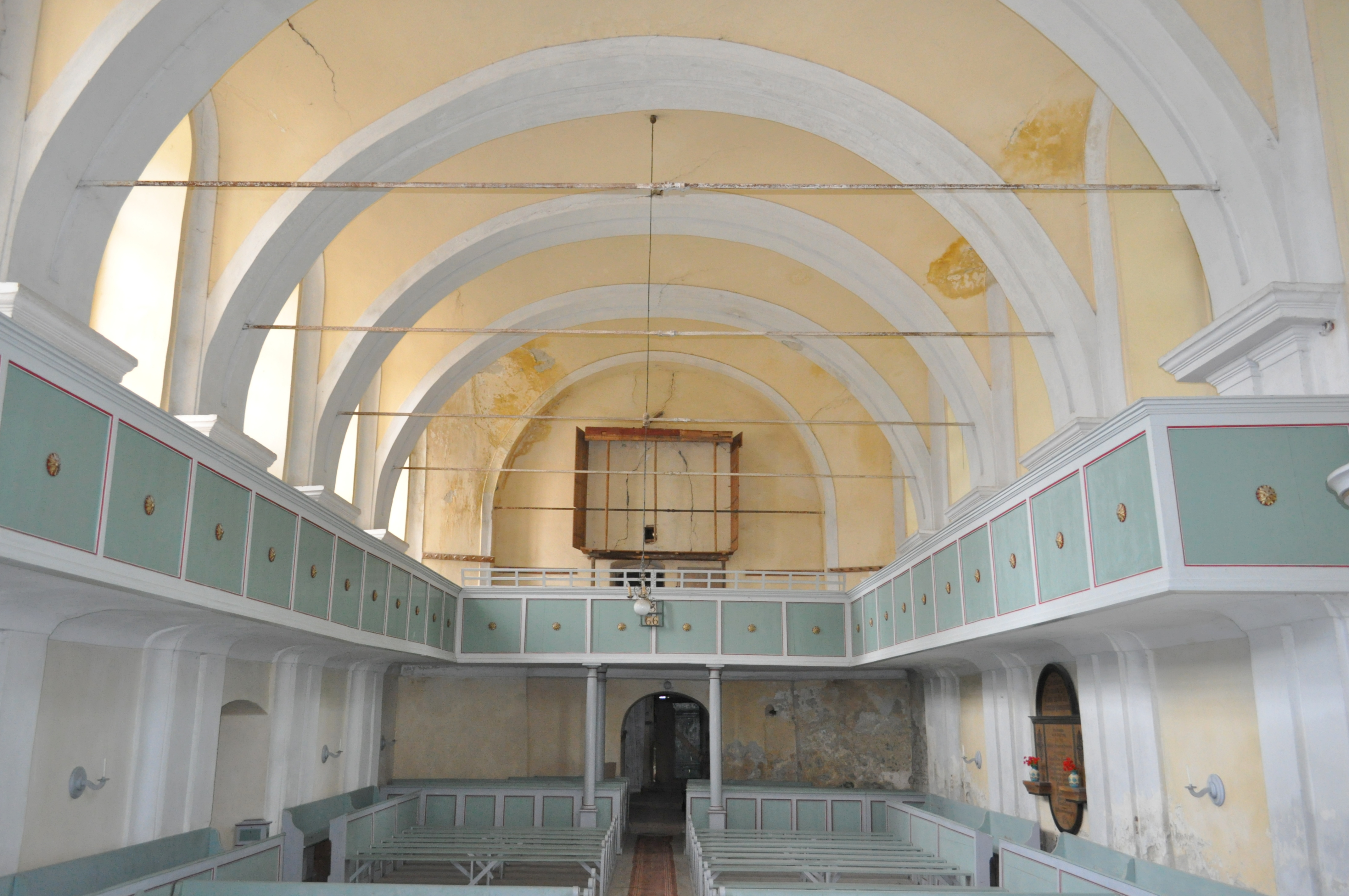
Biserica-sală (interior)

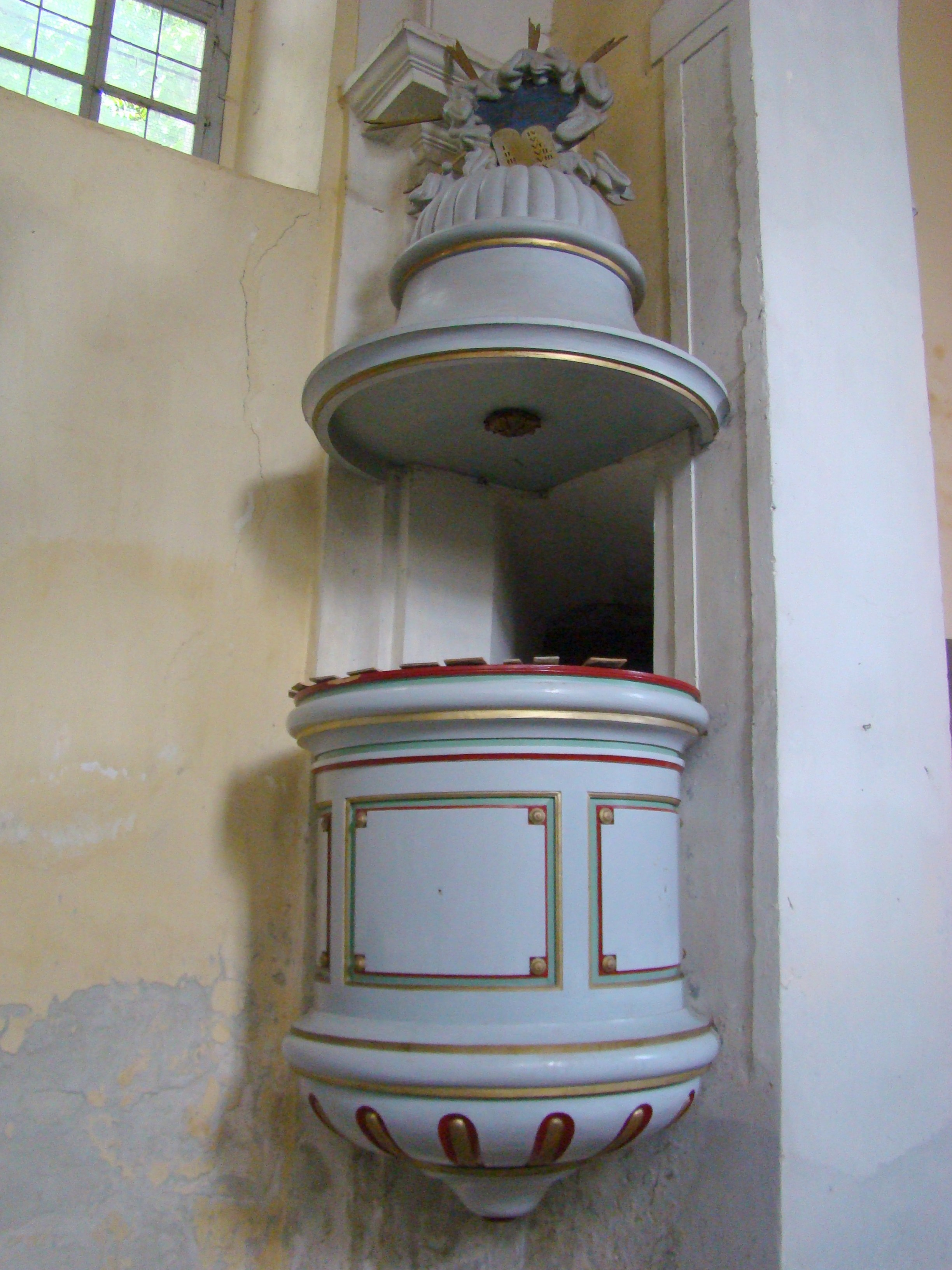
Amvonul

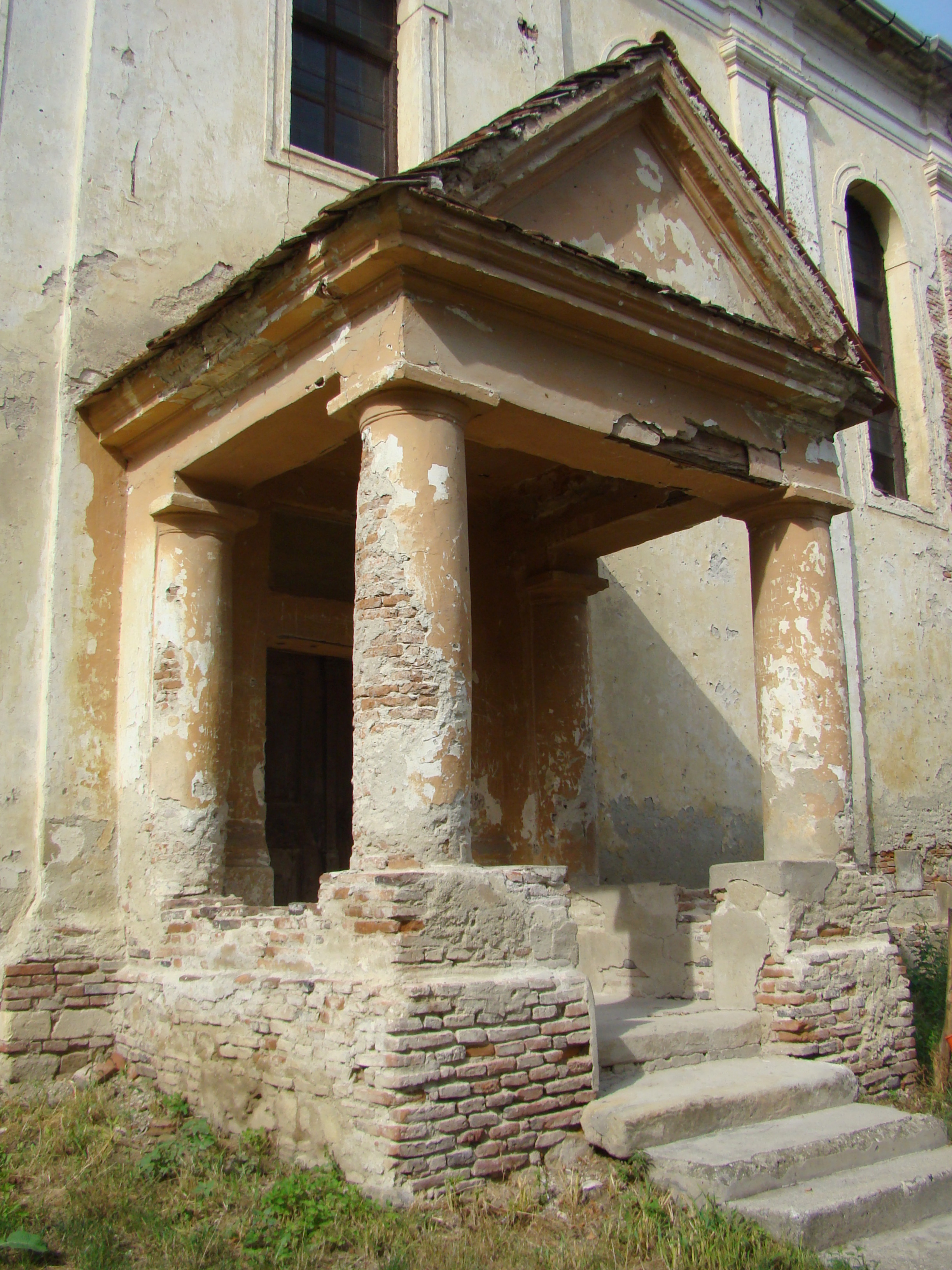
Portalul intrării, pe coloane, cu pinion clasicist

Biserica evanghelică fortificată din Hamba este un monument istoric aflat pe teritoriul satului Hamba, comuna Șura Mare.

## Localitatea
Hamba (în dialectul săsesc Hunebich, Hunebiχ, în germană Hahnenbach, Hahnbach, în trad. "Pârâul cocoșului", în maghiară Kakasfalva, în trad. "Satul cocoșului") este un sat în comuna Șura Mare din județul Sibiu, Transilvania, România. Prima mențiune documentară a localității datează din anul 1337.

## Biserica
Lăcașul de rugăciune a fost construit în perioada 1829-1830, turnul clopotniță la începutul secolului XVI, pe o fundație din secolele XII-XIII. Probabil tot în acea perioadă a fost realizată și fortificarea bisericii, turnul a fost întărit și a primit și o galerie de apărare. Altarul a fost construit în 1844, iar orga în 1837 de frații Friedrich și Maets din Biertan.
Biserica din Hamba a fost dezafectată din lipsă de credincioși. Mobilierul a fost scos din interior și distribuit bisericilor altor comunități evanghelice. Altarul se află la Turnișor, cristelnița la Sibiu, iar orga se poate vedea la Biserica Neagră din Brașov, în balconul sudic.

## Galerie de imagini

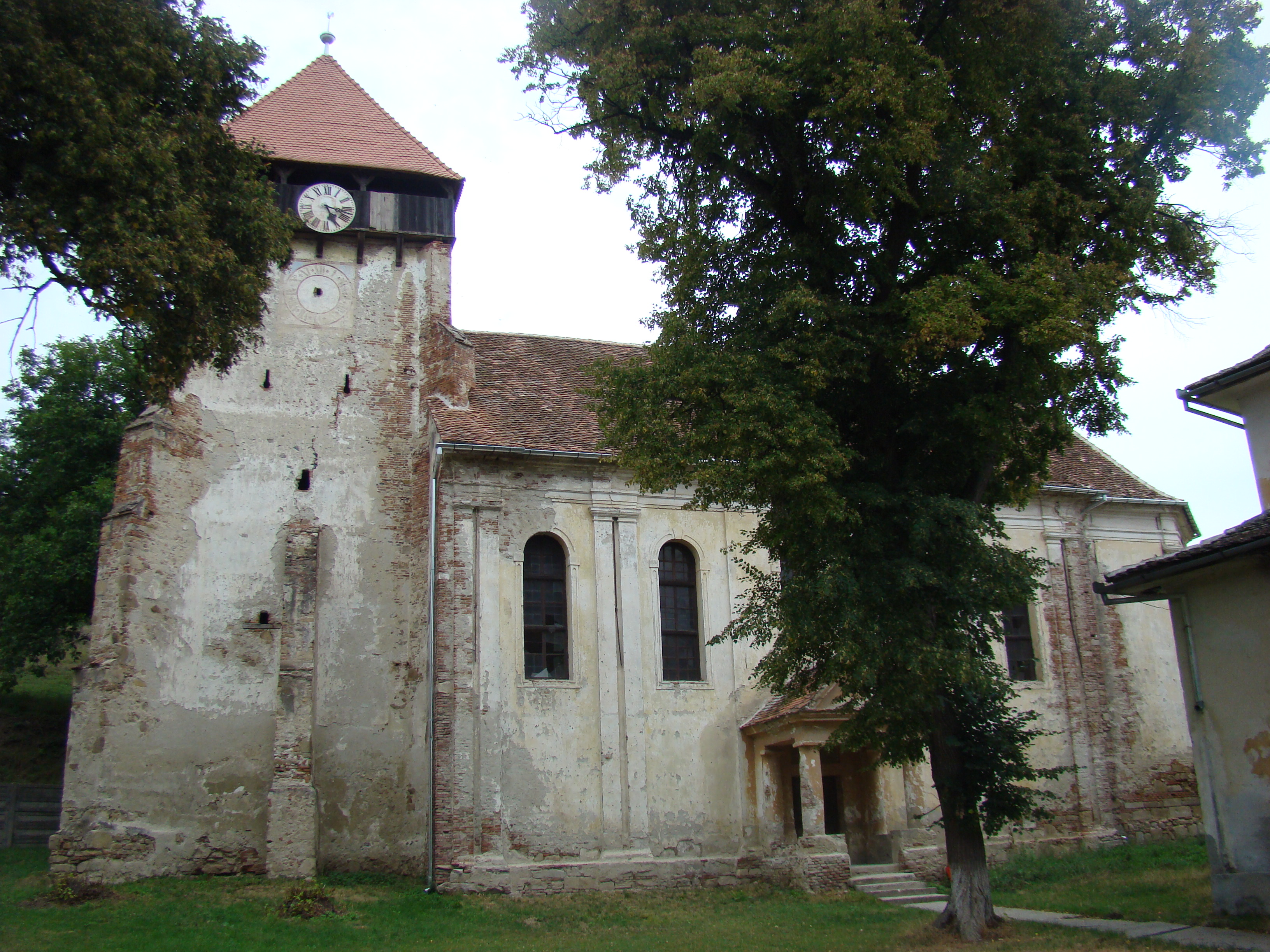
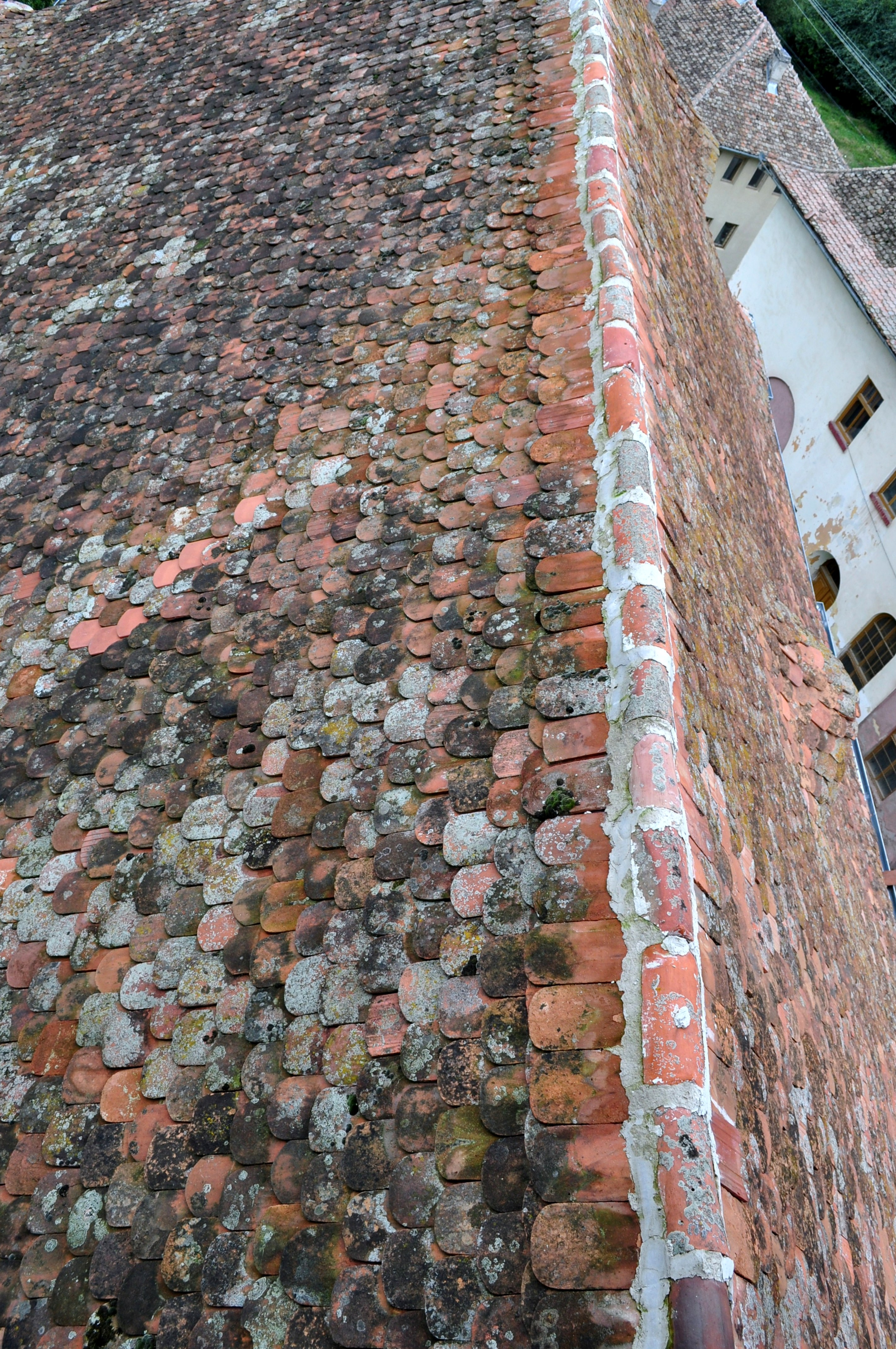
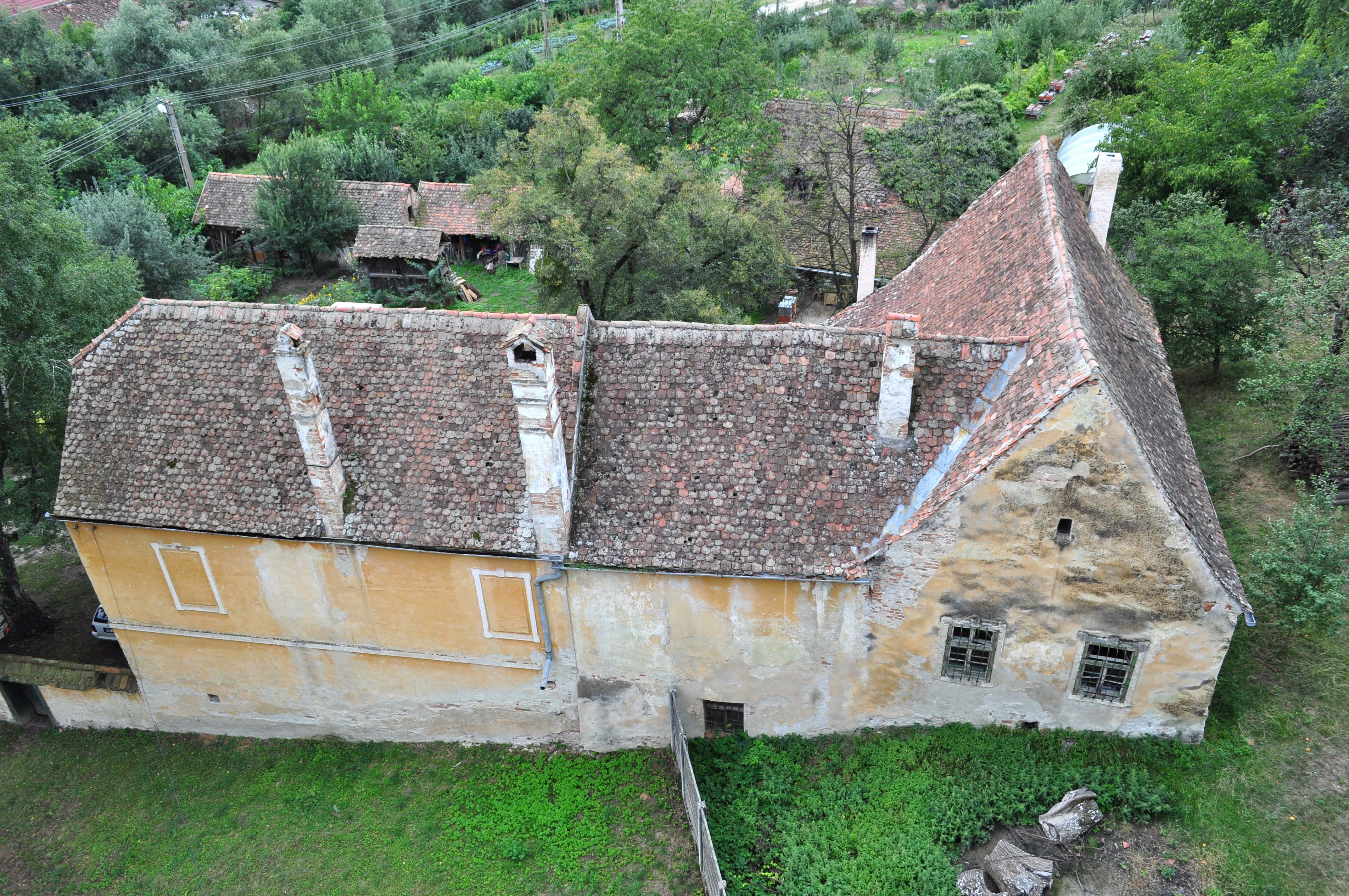
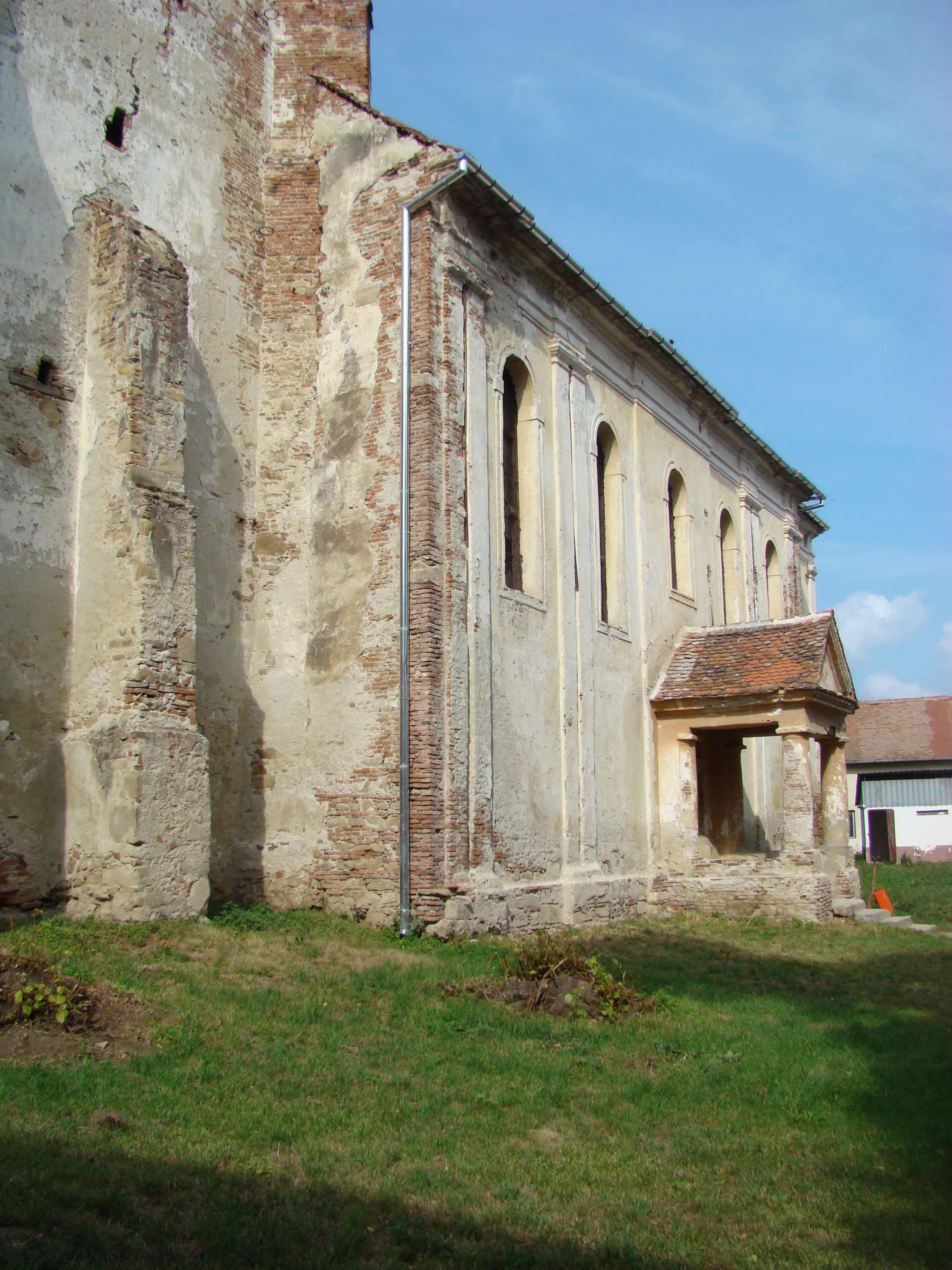
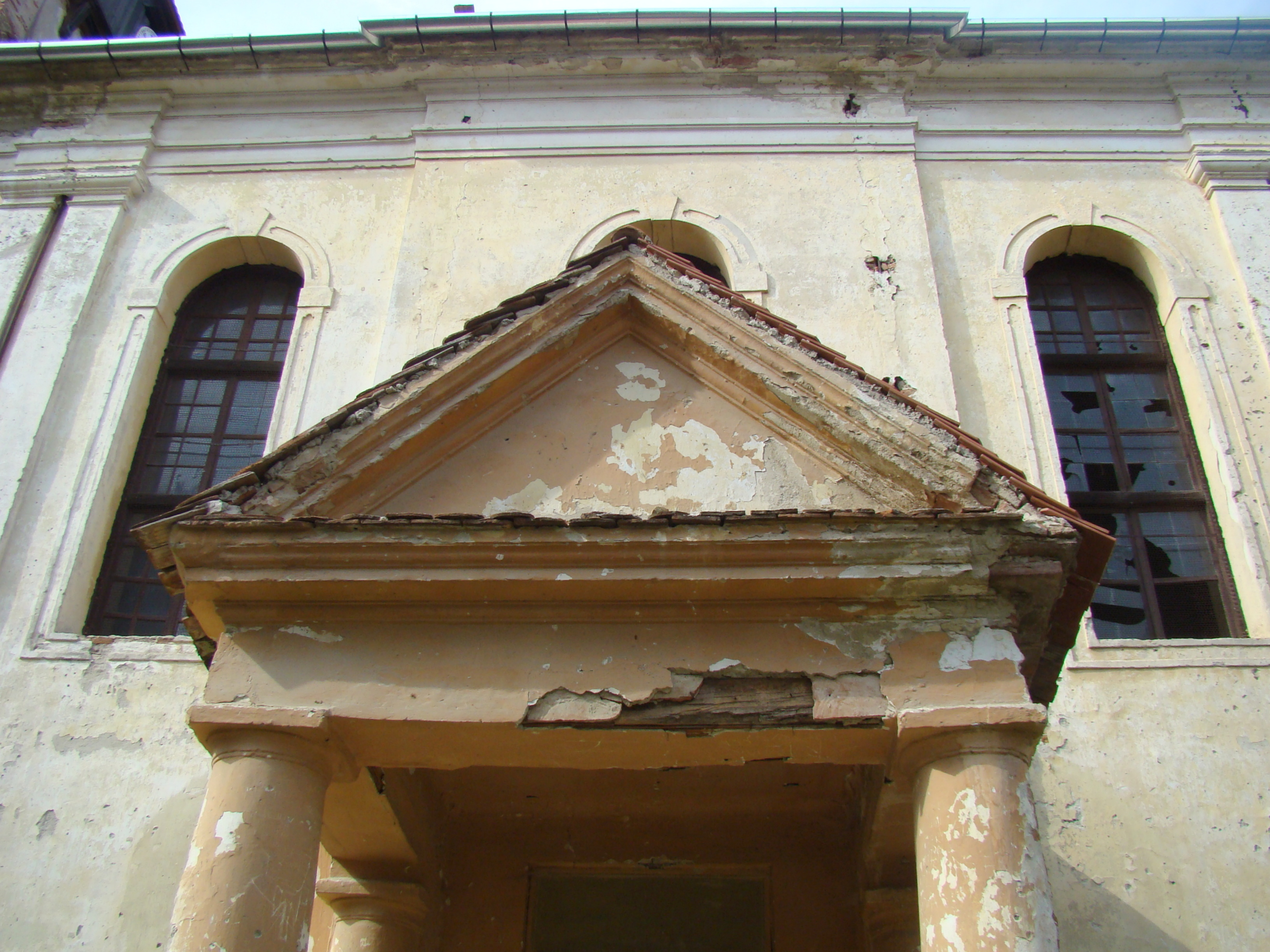
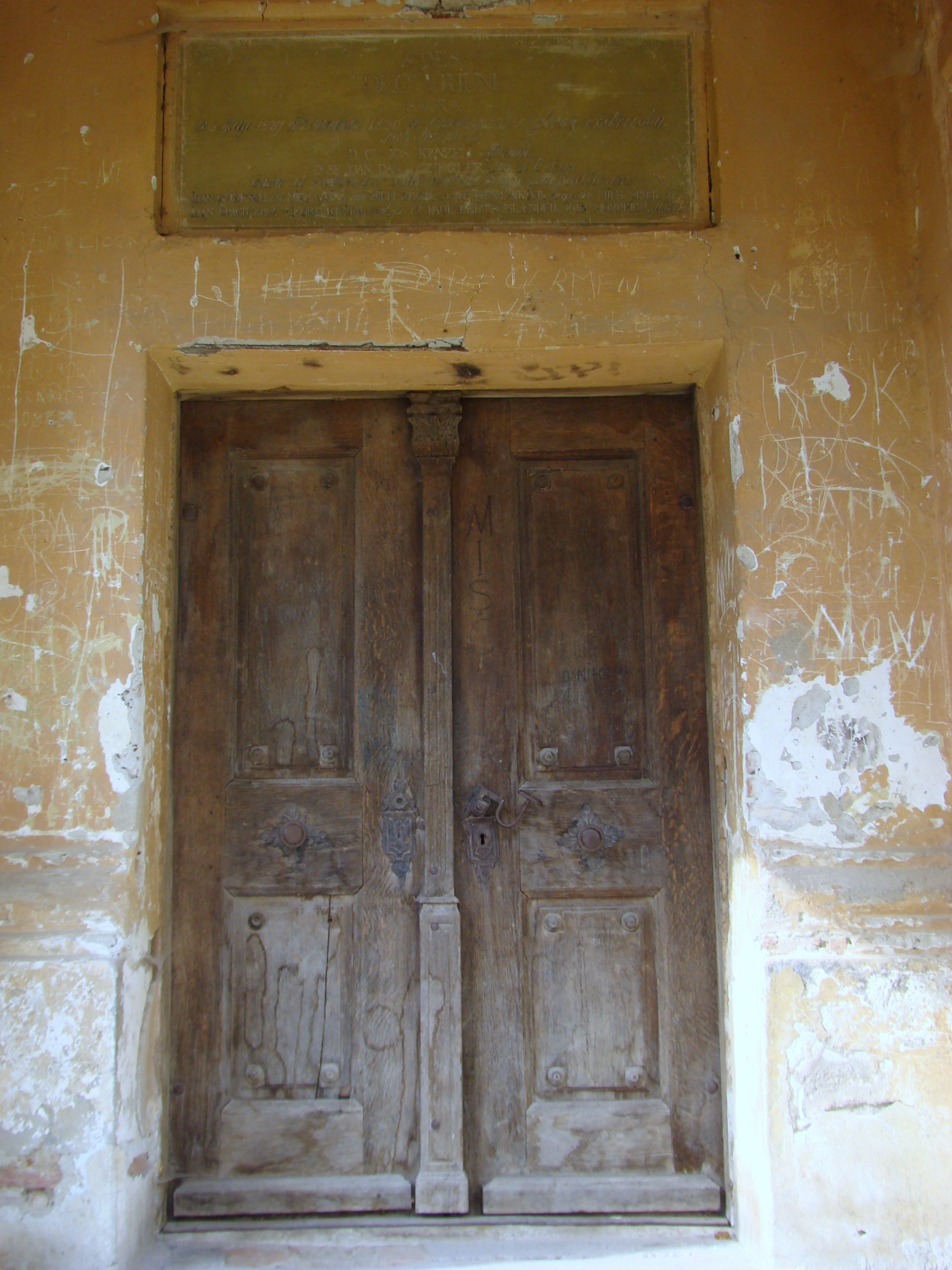
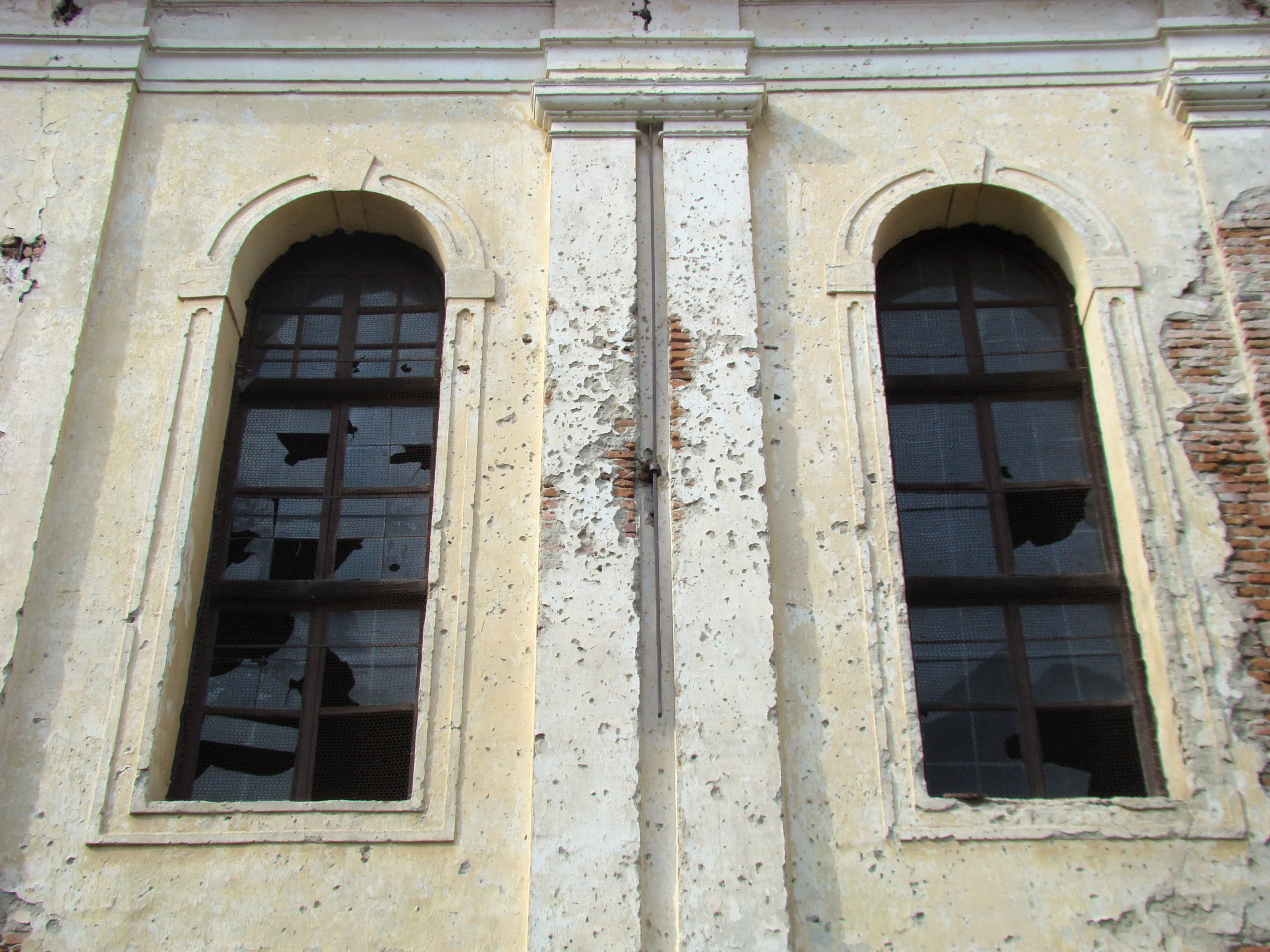
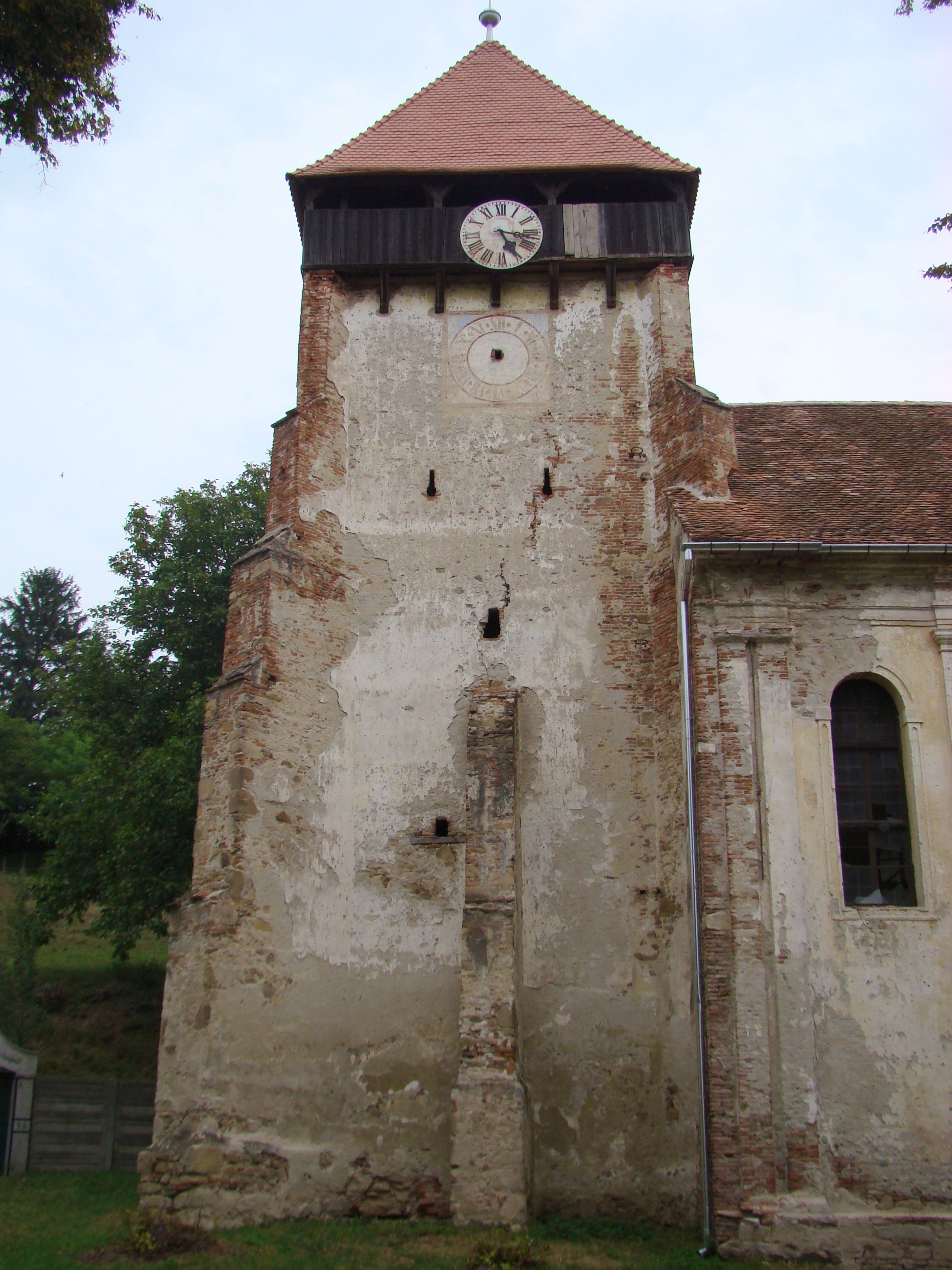
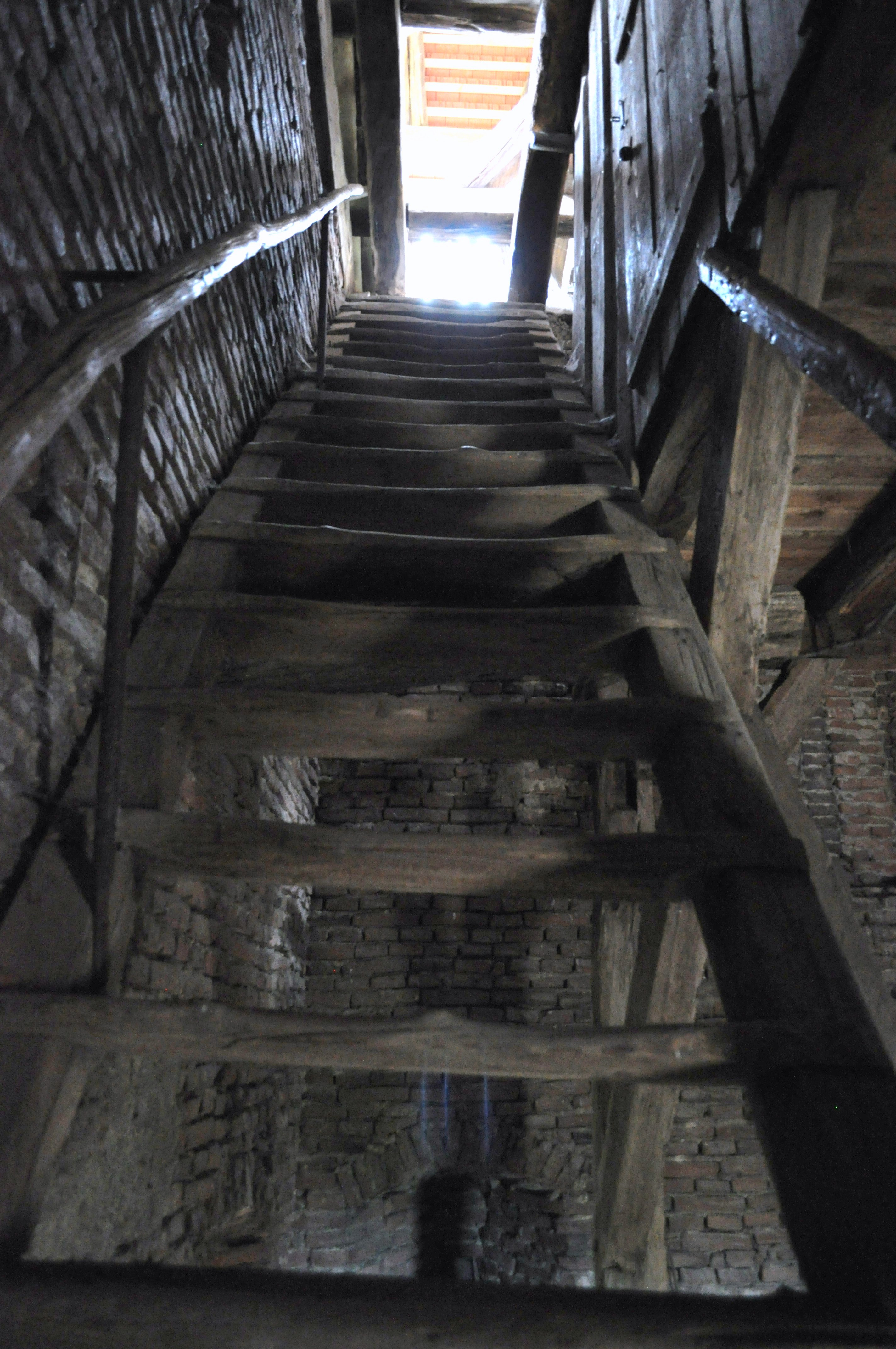
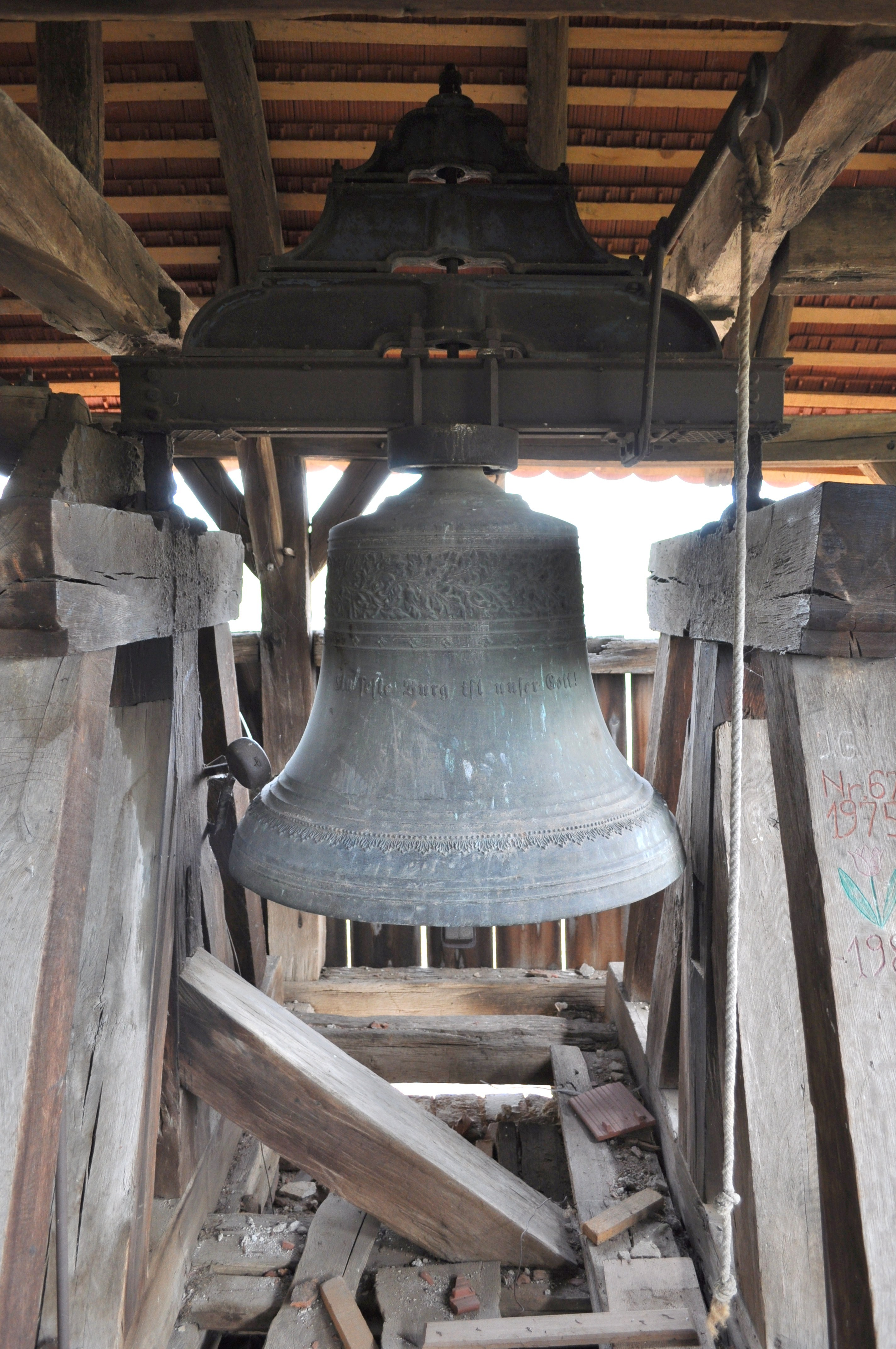
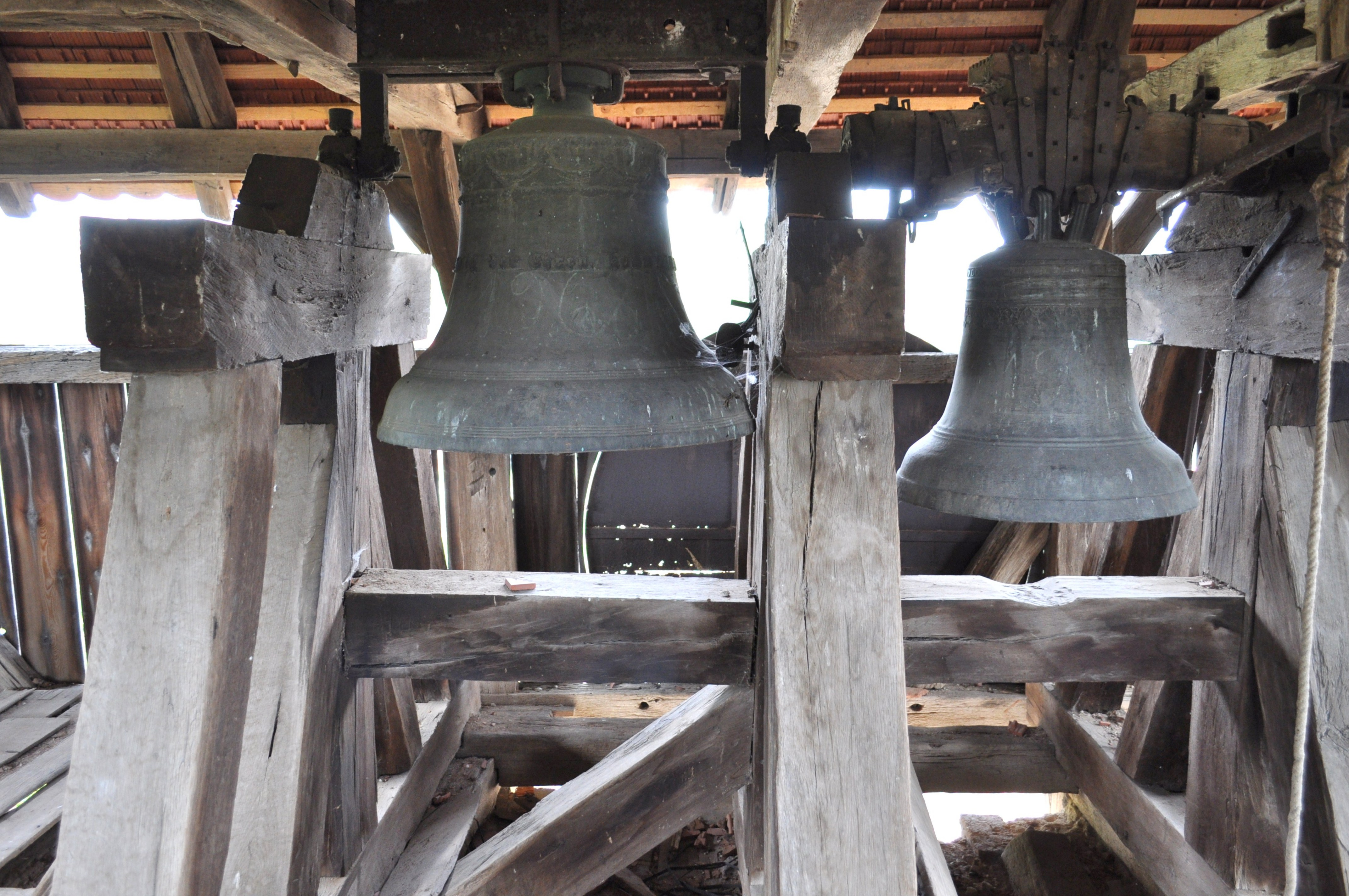
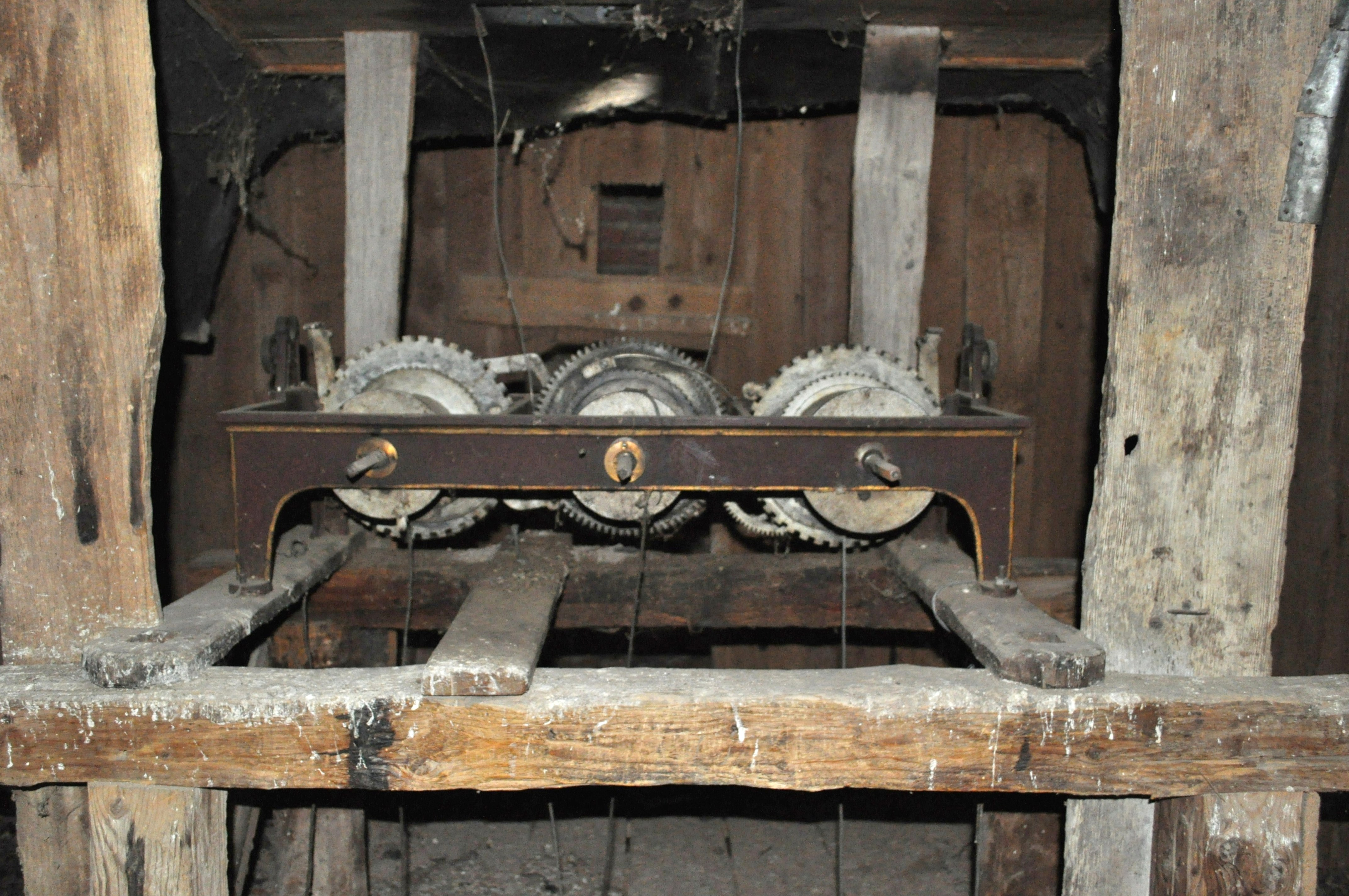
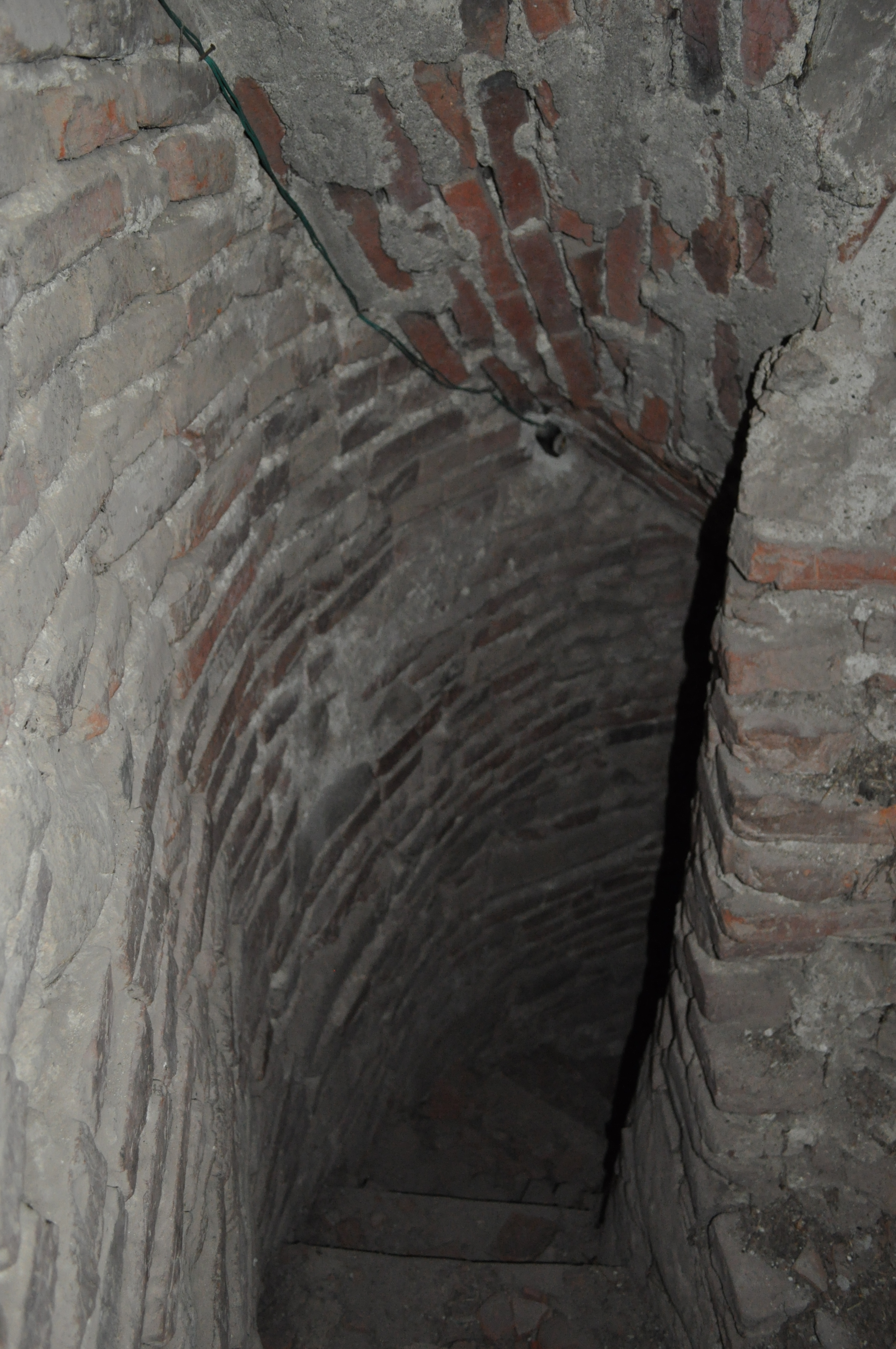
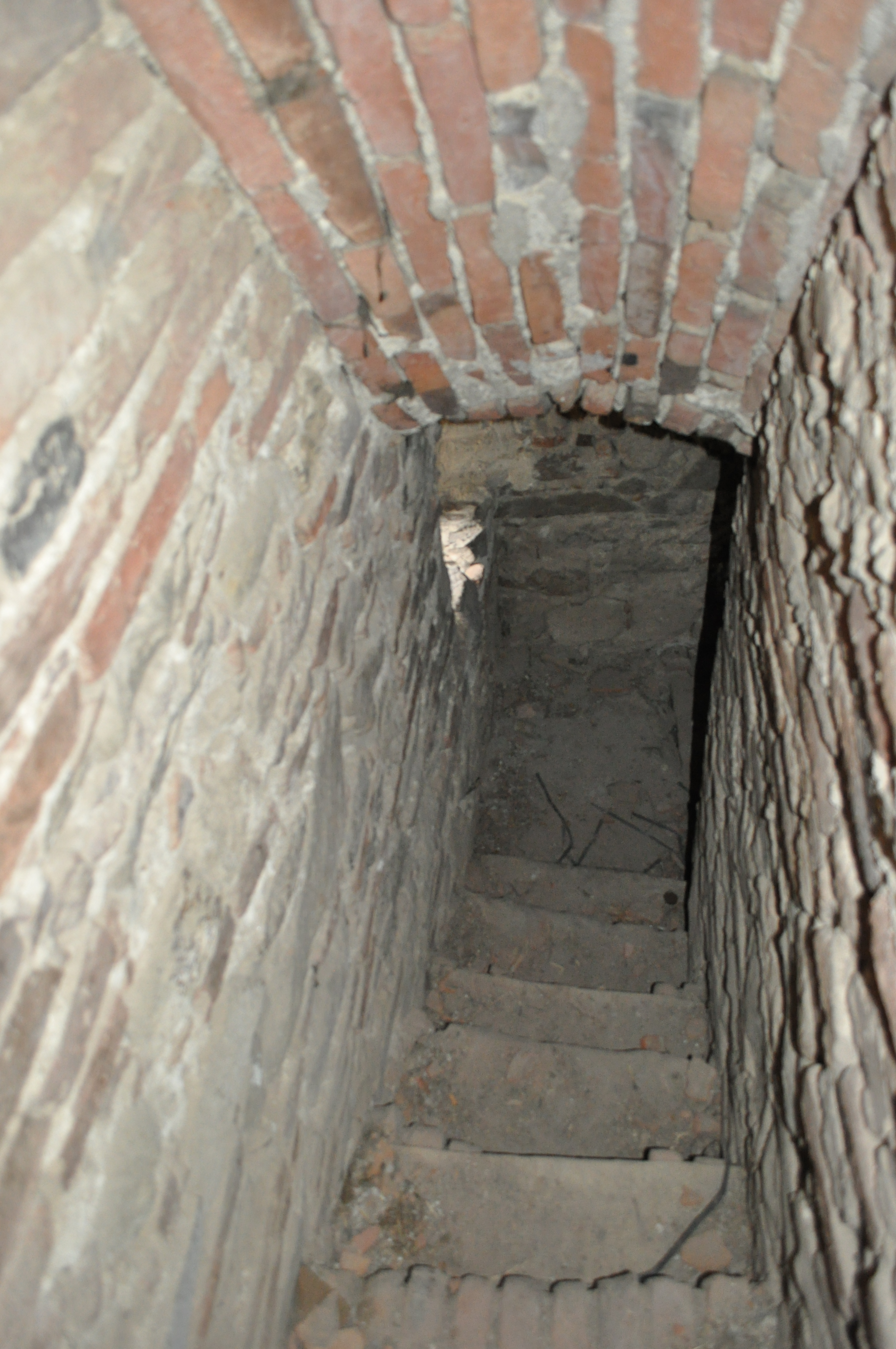
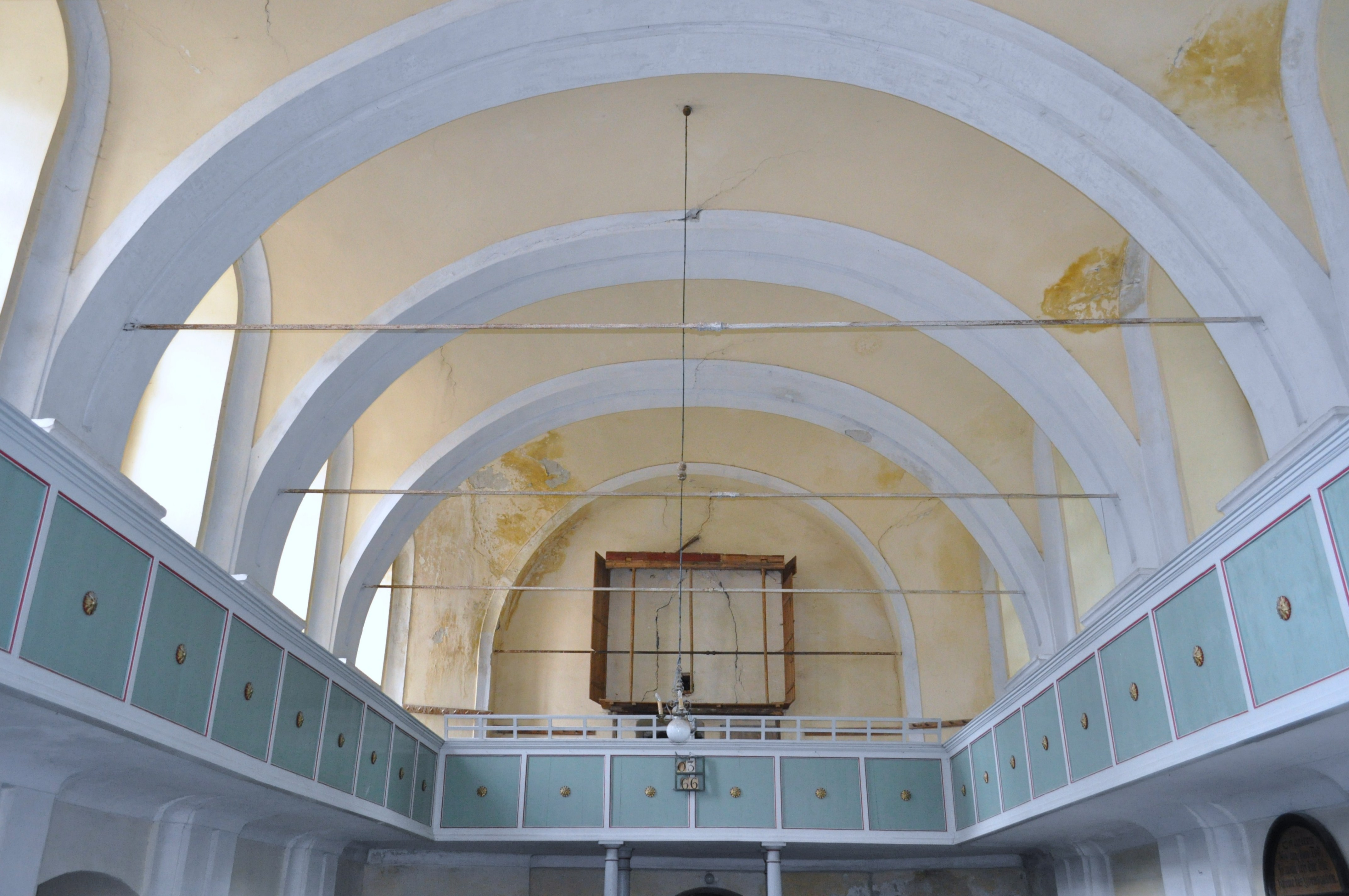
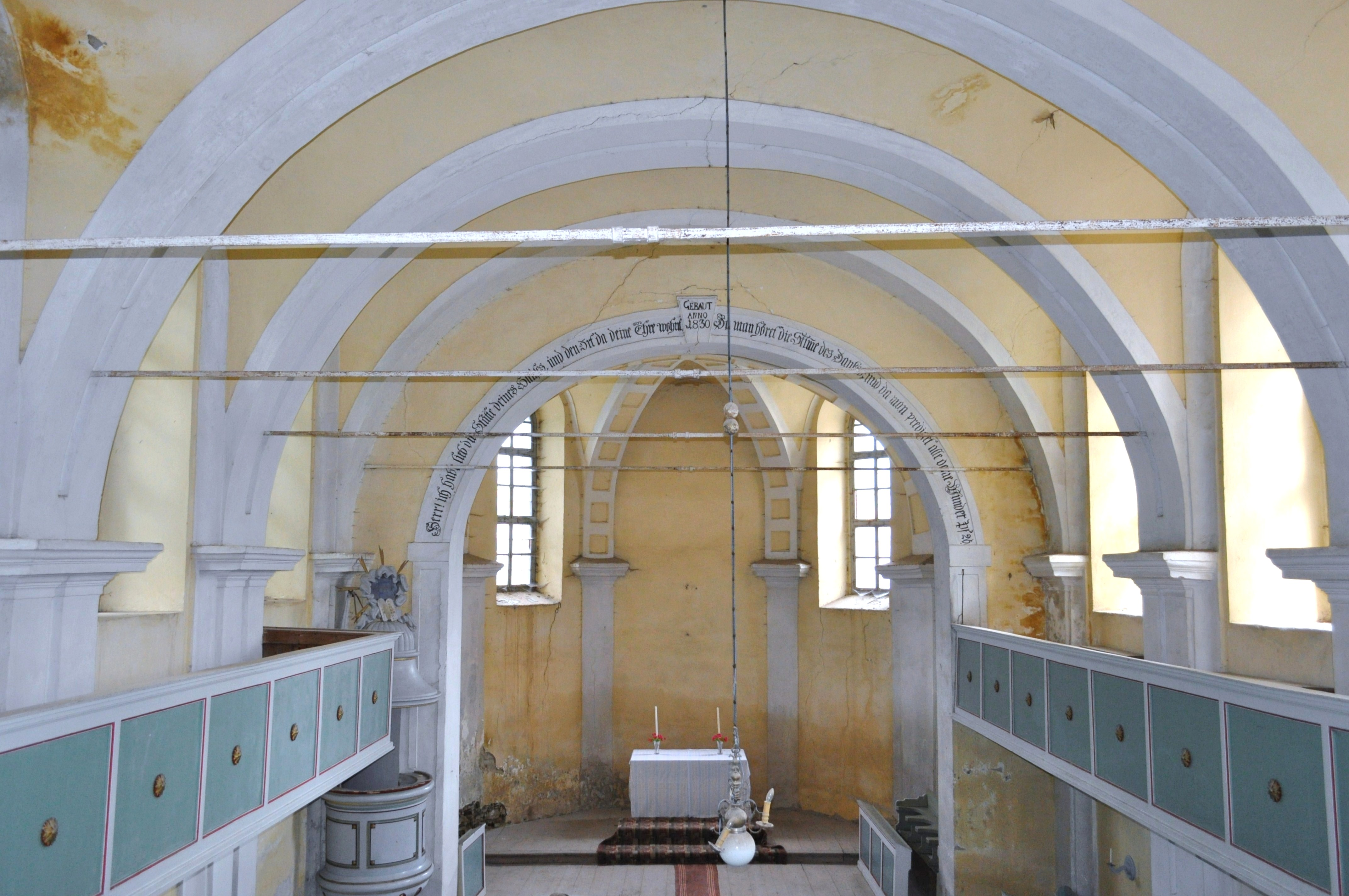
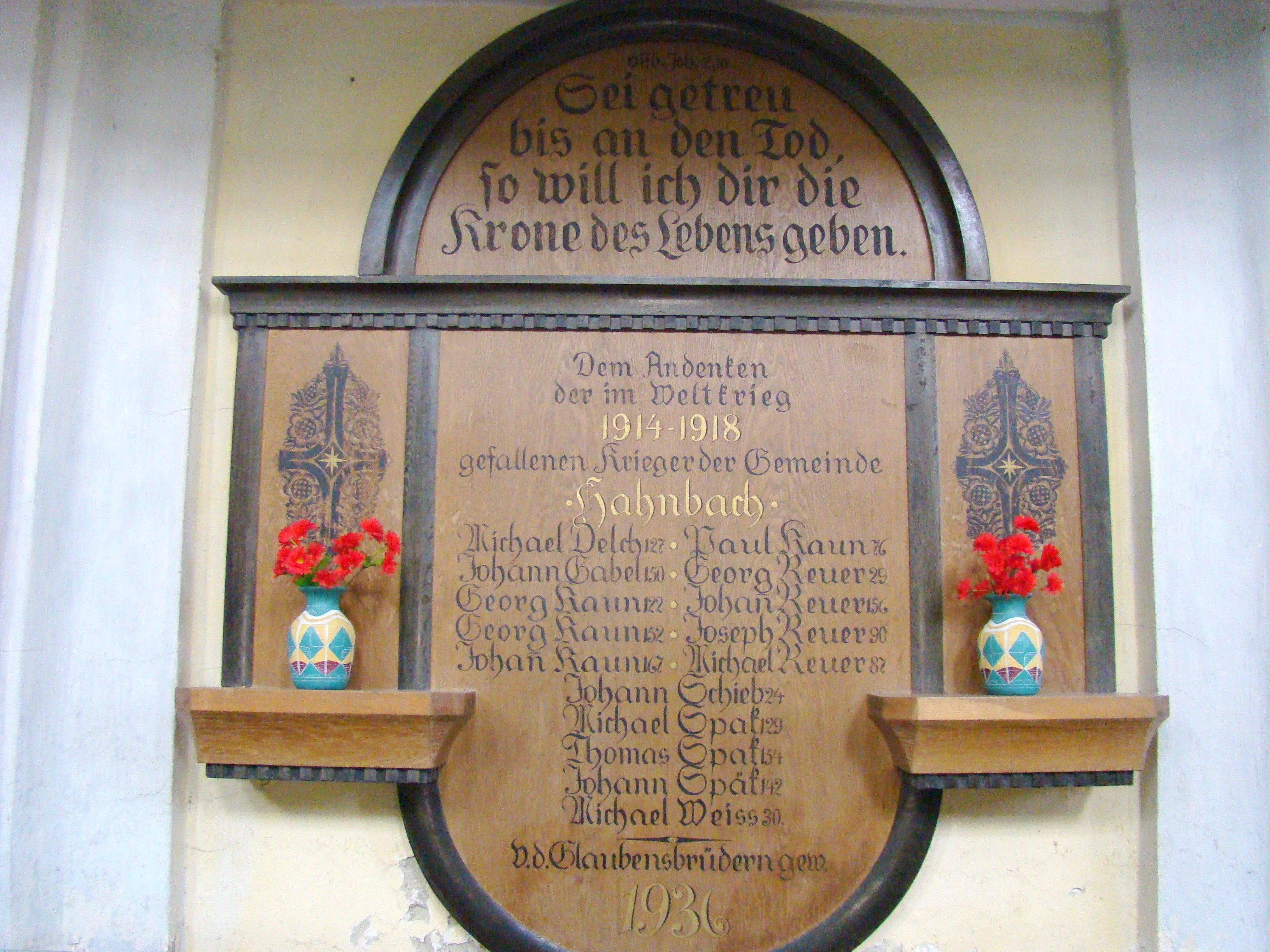
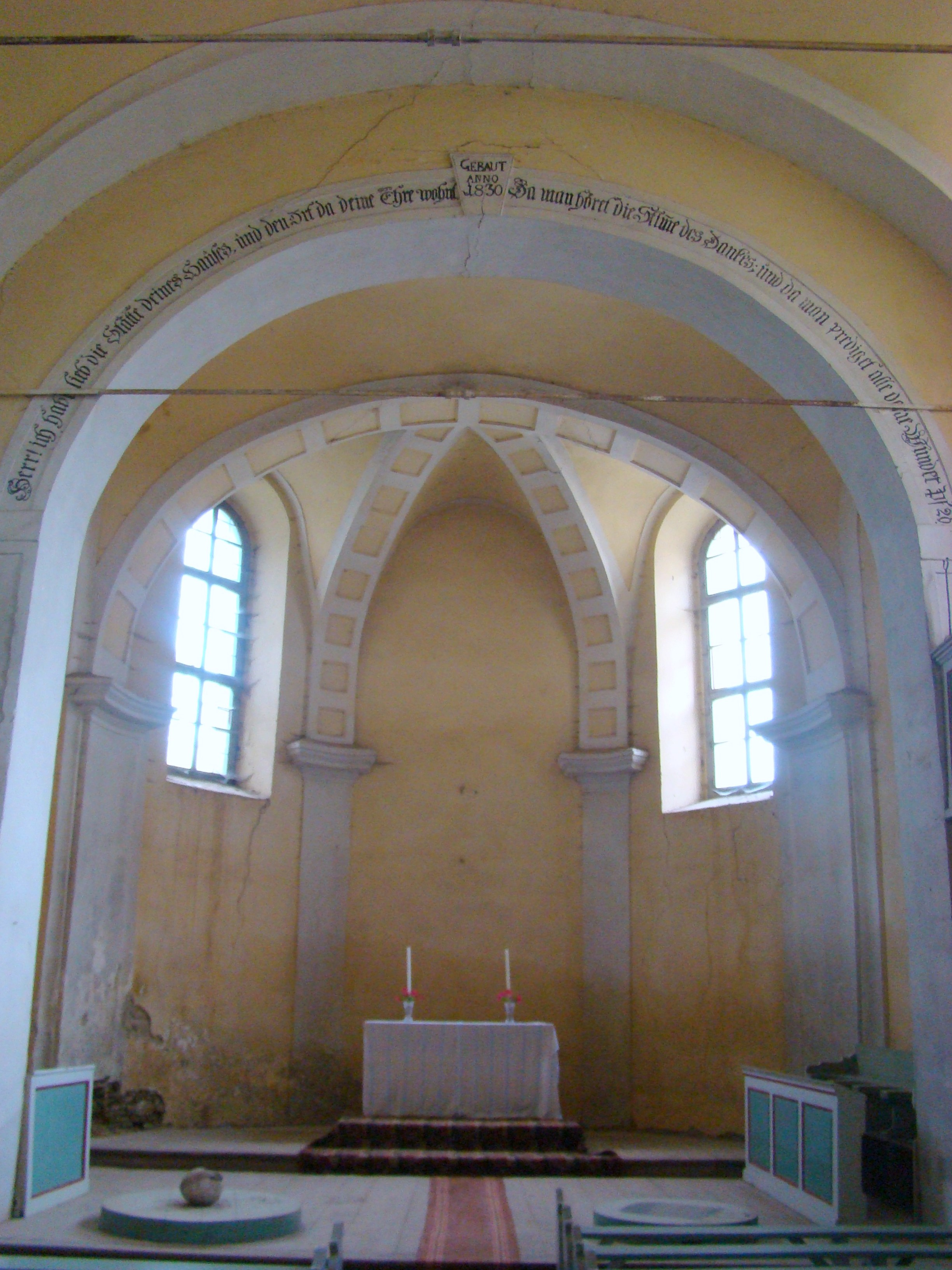
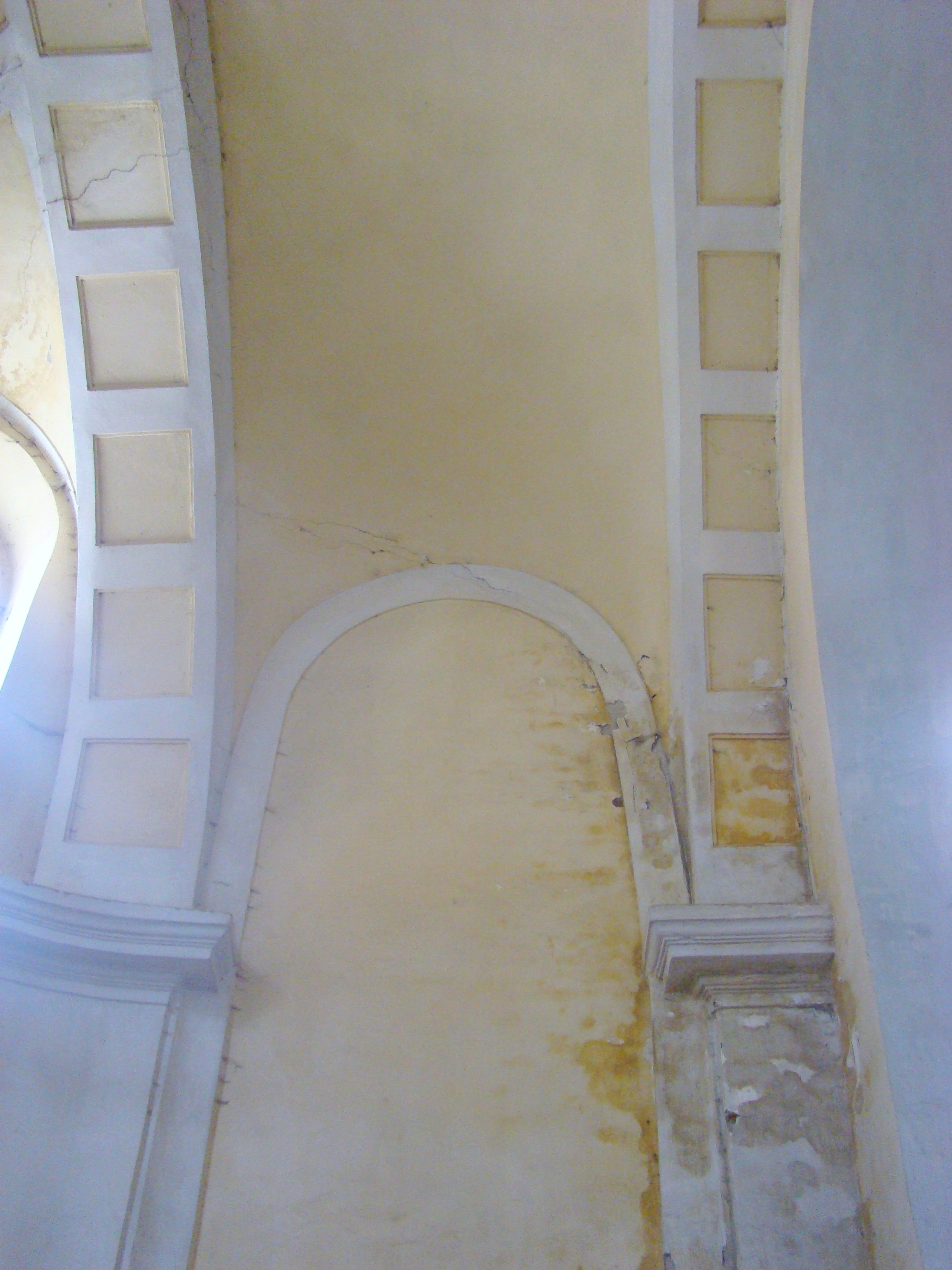
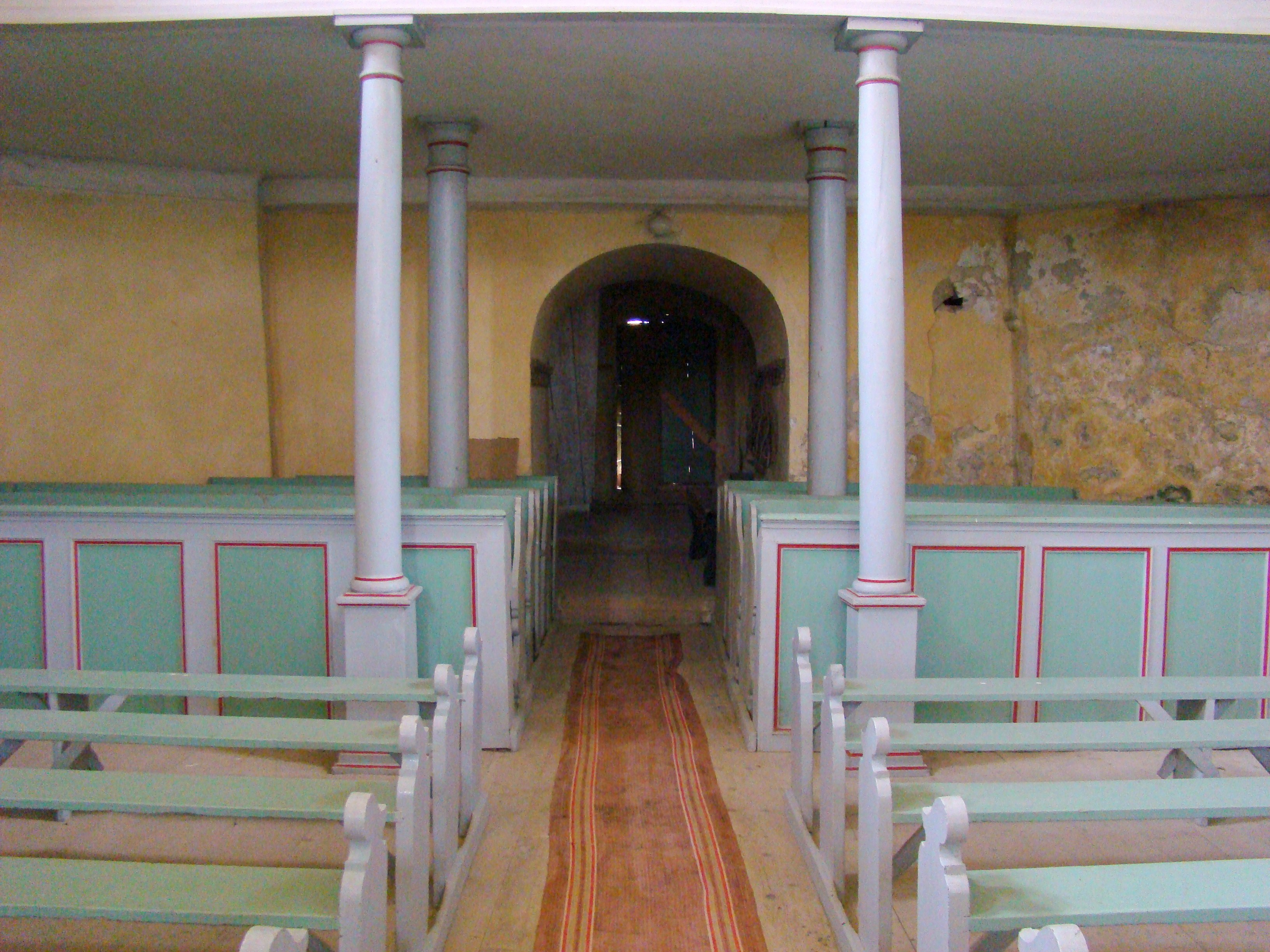

## Vezi și
- Hamba, Sibiu